# Tine Miehe-Renard
Tine Miehe-Renard, född 12 september 1954, är en dansk skådespelare.
Miehe-Renard utbildade sig på  Aarhus Teaters skådespelarskola år 1982. 
Hon fick Bodilpriset för bästa kvinnliga biroll i Vid vägen 1989.

## Filmografi (urval)
- 1987 – Babettes gästabud
- 1988 – Vid vägen
- 1991 – Den stora badardagen
- 1994 – Brainstorm
- 1997 – Riket II
- 2001 – Så vit som en snö